# 祁淦禮
諾丁罕的克拉克男爵肯尼斯·哈利·「肯」·克拉克，CH，KC，PC（英語：Kenneth Harry "Ken" Clarke, Baron Clarke of Nottingham，1940年7月2日—），英國保守黨籍政治家，曾任下議院議員，並在戴卓爾、馬卓安和大衛·卡麥隆政府中擔任大法官兼司法大臣、財相、內政大臣等多個內閣職務，投身政治超過半世紀。

## 生平
1940年出生于英国诺丁汉郡，毕业于剑桥大学冈维尔与凯斯学院。經歷兩次落選下議員後，他於1970年首度當選，並於1972年至1974年間任愛德華·希思政府的黨鞭。克拉克在1985年加入戴卓爾夫人內閣，至1987年任財政部主計長，1987年至1988年任蘭開斯特公爵領地事務大臣，1988年至1990年任衛生大臣。1990年至1992年任馬卓安內閣的教育及科學大臣，1992年至1993年任內政大臣，1993年至1997年任財政大臣，直至1997年英國大選保守黨慘敗為止。之後他於1997年、2001年和2005年三次競選黨魁，但皆吿落選，儘管他的公眾支持度不俗。
2010年英國大选后，保守党在时隔13年后重新上台执政，与自由民主黨组建联合政府，黨魁戴维·卡梅伦出任首相。年已69岁的肯尼斯·克拉克在新内阁中出任大法官兼司法大臣，2012年改任不管部大臣，2014年卸任。
2017年2月，他成為下議院連任時間最長的議員，故被稱為「下議院之父」。
2019年9月3日，因支持保守党议员奥利弗·莱特温与工党议员希拉里·本恩提出的議案，讓議員而非政府控制下議院議事日程，以阻止無協議脫歐而即日遭開除黨籍。之後他回應指自己不再認同保守黨，又指莊漢生的內閣是史上最右傾的保守黨內閣。他隨後宣布不再爭取連任議員，臨卸任時以下議院之父身分主持議長選舉。
儘管與莊漢生不和，但他在2020年獲後者提名為終身貴族而進入上議院，其保守黨籍亦獲恢復。

## 家庭
父亲是矿井电力工，后转型为钟表工和珠宝商人。1964年与妻子结婚，两人育有一儿一女，妻子于2015年7月罹患癌症逝世。

## 外部連結
- 官方網站

Template:英國下議院之父